# Hamonville
Ne doit pas être confondu avec Harmonville.
Hamonville est une commune française située dans le département de Meurthe-et-Moselle en région Grand Est.

## Géographie
Le village est situé au nord de la forêt de la Reine, à 38 Km de Nancy, 19 Km de Toul,

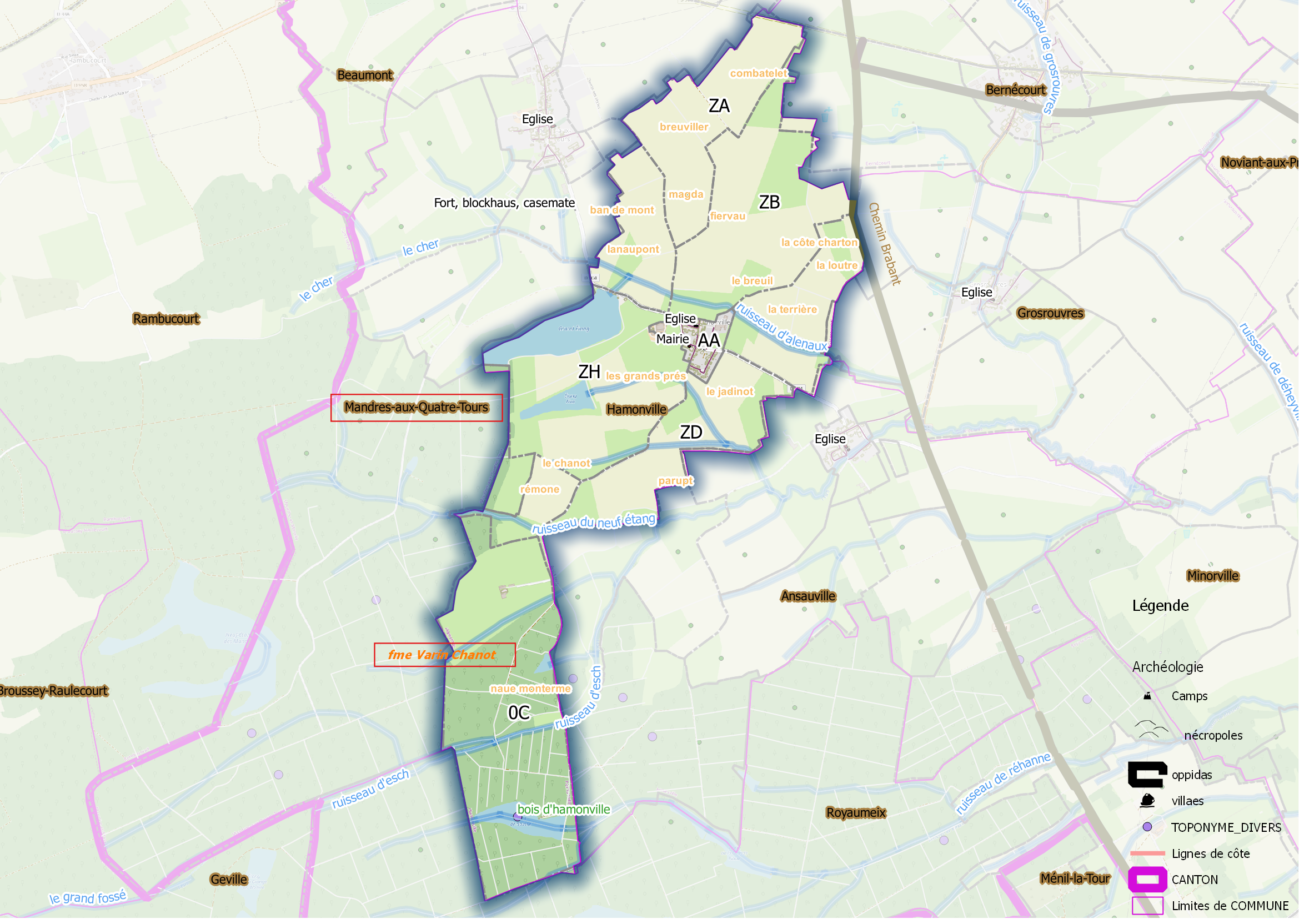
Fig. 1 - Hamonville (ban communal).

D’après les données Corine land Cover, le ban communal de 673 hectares comportait en 2011, 43.5 % de zones agricoles, 22 % de forêts 31,5 % de prairies et 3,5 % de surfaces en eau.
Le territoire est arrosé par les cours d'eau suivants :  Ruisseau d'Esche (0,771 km),  Ruisseau de Berupt (1., km),  Ruisseau de l'Etang de la Grande Naue (0,762 km), Ruisseau de l'Etang Fion (1,36 km),  Ruisseau du Grand Etang (1,178),  Ruisseau du Pre St-Martin (1,378 km) .

### communes limitrophes
| Beaumont                 | Bernécourt | Grosrouvres |
| Mandres-aux-Quatre-Tours | Hamonville |             |
| Mandres-aux-Quatre-Tours |            | Ansauville  |

### Lieux et écarts
- Écart de Varin-Chanot ; dépendance de l'abbaye de prémontrés de Rangéval dans la Meuse.

### Hydrographie

#### Réseau hydrographique
La commune est dans le bassin versant du Rhin au sein du bassin Rhin-Meuse. Elle est drainée par le ruisseau de Berupt, le ruisseau de l'Étang de la Grande Naue, le ruisseau de l'Étang Fion, le ruisseau d'Esche, le ruisseau du Grand Étang et le ruisseau du Pre St-Martin,.

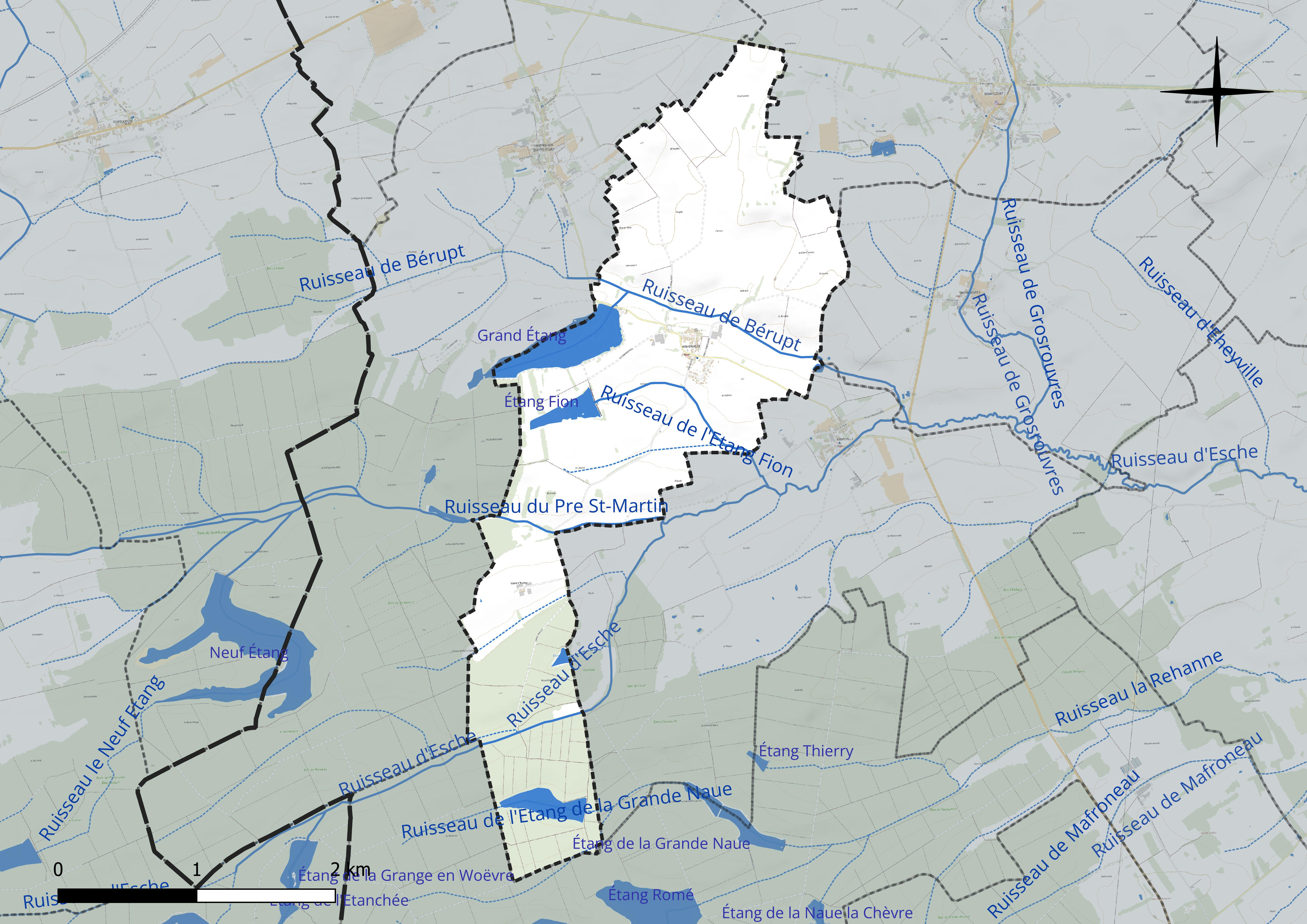
Réseau hydrographique de Hamonville.

Quatre plans d'eau complètent le réseau hydrographique : le Grand étang, d'une superficie totale de 22,6 ha (20,4 ha sur la commune), l'étang de Bausse (8,3 ha), l'étang de Naue Monterme (0,8 ha) et l'étang Fion (5,7 ha),.

#### Gestion et qualité des eaux
Le territoire communal est couvert par le schéma d'aménagement et de gestion des eaux (SAGE) « Rupt de Mad, Esch, Trey ». Ce document de planification concerne les bassins versants du Rupt de Mad, de l’Esch et du Trey. Le périmètre a été arrêté le 2 juin 2014, la commission locale de l'eau (CLE) a été créée le 20 juin 2017, puis modifiée le 26 mars 20210. La structure porteuse de l'élaboration et de la mise en œuvre est le Parc naturel régional de Lorraine. 
La qualité des cours d’eau peut être consultée sur un site dédié géré par les agences de l’eau et l’Agence française pour la biodiversité. 

### Climat
Pour des articles plus généraux, voir Climat du Grand Est et Climat de Meurthe-et-Moselle.
En 2010, le climat de la commune est de type climat des marges montargnardes, selon une étude du Centre national de la recherche scientifique s'appuyant sur une série de données couvrant la période 1971-2000. En 2020, Météo-France publie une typologie des climats de la France métropolitaine dans laquelle la commune est exposée à un climat océanique altéré et est dans la région climatique  Lorraine, plateau de Langres, Morvan, caractérisée par un hiver rude (1,5 °C), des vents modérés et des brouillards fréquents en automne et hiver. 
Pour la période 1971-2000, la température annuelle moyenne est de 9,6 °C, avec une amplitude thermique annuelle de 16,7 °C. Le cumul annuel moyen de précipitations est de 842 mm, avec 12,1 jours de précipitations en janvier et 9,1 jours en juillet. Pour la période 1991-2020, la température moyenne annuelle observée sur la station météorologique de Météo-France la plus proche, « Nonsard », sur la commune de Nonsard-Lamarche à 12 km à vol d'oiseau, est de 10,7 °C et le cumul annuel moyen de précipitations est de 690,8 mm. 
La température maximale relevée sur cette station est de 40,1 °C, atteinte le 25 juillet 2019 ; la température minimale est de −17 °C, atteinte le 1er mars 2005,,. 
Les paramètres climatiques de la commune ont été estimés pour le milieu du siècle (2041-2070) selon différents scénarios d'émission de gaz à effet de serre à partir des nouvelles projections climatiques de référence DRIAS-2020. Ils sont consultables sur un site dédié publié par Météo-France en novembre 2022.

## Urbanisme

### Typologie
Au 1er janvier 2024, Hamonville est catégorisée commune rurale à habitat dispersé, selon la nouvelle grille communale de densité à sept niveaux définie par l'Insee en 2022.
Elle est située hors unité urbaine et hors attraction des villes,.

### Occupation des sols
L'occupation des sols de la commune, telle qu'elle ressort de la base de données européenne d’occupation biophysique des sols Corine Land Cover (CLC), est marquée par l'importance des territoires agricoles (74,9 % en 2018), une proportion sensiblement équivalente à celle de 1990 (74,8 %). La répartition détaillée en 2018 est la suivante : terres arables (45,9 %), prairies (29 %), forêts (21,7 %), eaux continentales (3,5 %). L'évolution de l’occupation des sols de la commune et de ses infrastructures peut être observée sur les différentes représentations cartographiques du territoire : la carte de Cassini (XVIIIe siècle), la carte d'état-major (1820-1866) et les cartes ou photos aériennes de l'IGN pour la période actuelle (1950 à aujourd'hui).

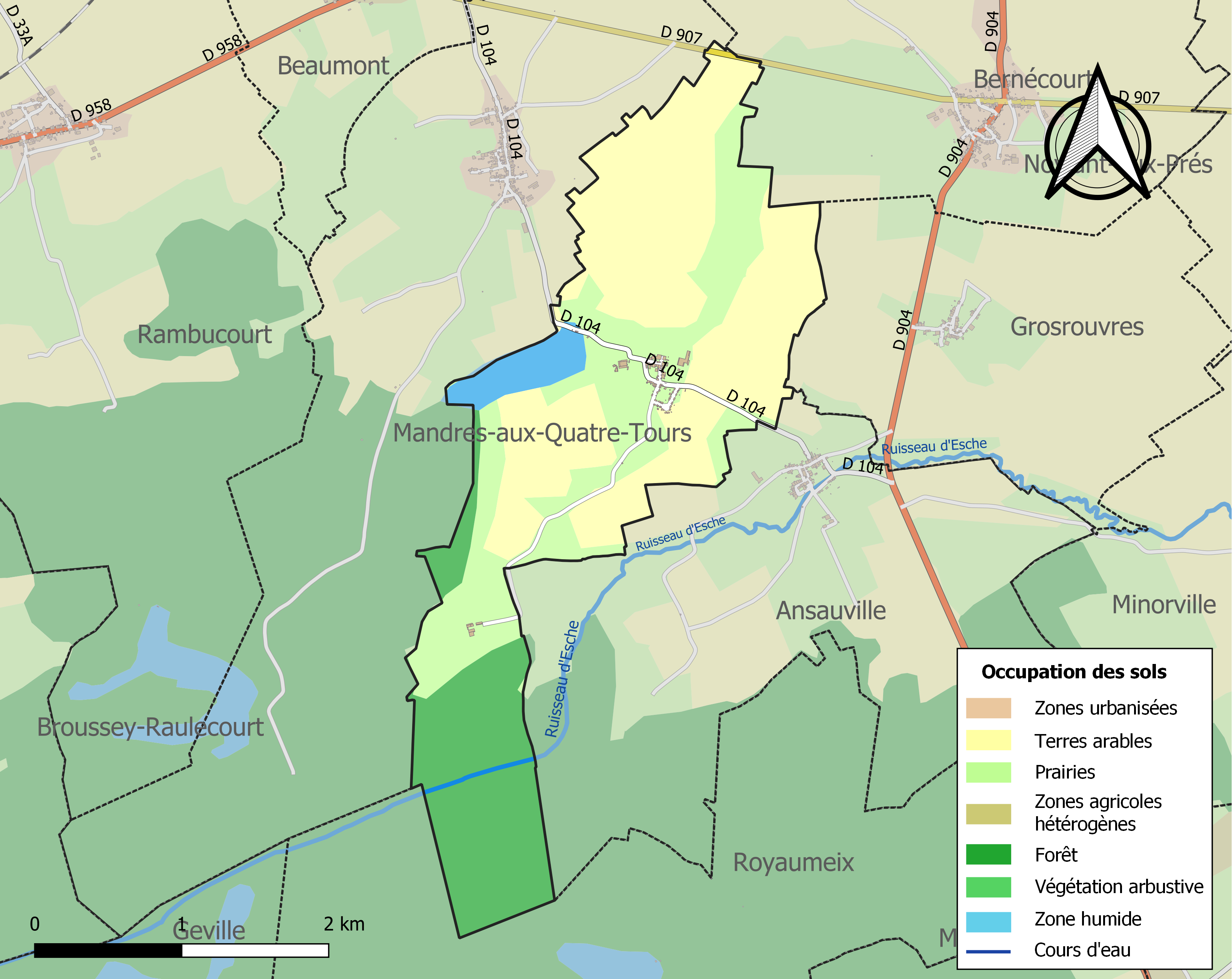
Carte des infrastructures et de l'occupation des sols de la commune en 2018 (CLC).

## Toponymie
Le village apparaît dans la seconde moitié du XIIe siècle sous deux noms : Hamunviler en 1155/1172, et Hamunvilla en 1184 (cartulaire de l'abbaye de Rangéval).

Nombre de villes portaient un nom qui évoquait une borne miliaire. C’est le cas d'Hamonville, à la quarantième (quadragesimam) lieue, et de bien d'autres localités.
Le toponyme serait formé de l'anthroponyme germanique Hamo et du terme latin villa, grand domaine latifundiaire puis village, ou de son dérivé villare, domaine propice à l'implantation d'une villa puis hameau. Ce type de toponyme est caractéristique du haut Moyen Âge. A cette époque la forme latinisée Haimonisvilla était utilisée.

## Histoire
Dans sa statistique, l'abbé Grosse, n'ayant pas trouvé d'archives très anciennes, estime que le village serait de fondation récente, néanmoins le Répertoire archéologique pour le département de Meurthe-et-Moselle (Beaupré) mentionne la découverte de reste d'habitations aux lieux-dits Braquois et à la Grande Corvée avec tuiles et tessons de poteries qui pourrait être l'indice d'un occupation ancienne (romaine ?) du territoire communal.
Le bourg existait depuis le haut Moyen Age comme en témoigne H. Lepage dans sa notice :
« Une charte de Bertrand, évêque de Metz, de l'an 1184, fait mention de la donation qui avait été faite à l'abbaye de Rangéval par Alexandre, chevalier d'Apremont, de l'usage et du pâturage d'Hamonville ».
Il semble donc que ce territoire, comme Beaumont et Mandres aux quatre tours appartenait aux comtes d'Apremont qui le confiaient en gestion à des seigneurs, dont la famille de Beauvau, par exemple :
«... le 28 septembre 1463, Jean, sire de Beauvau, chambellan du Roi de Sicile (le duc de Lorraine) et seigneur d'Hamonville en partie, permet à une nommée Sibille Woirin, dudit lieu, de se marier avec Didier, fils du maire de Sambumont (Beaumont), et renonce à sa postérité... ».
- En effet, pour éviter la fuite de main-d'œuvre en dehors de leurs possessions, les seigneurs pouvaient donner autorisation (ou non) de mariage en dehors de la commune, et donc renoncer à bénéficier pour eux-mêmes du travail de la descendance du marié qui quittait la commune.
D'autres seigneurs prélevaient un impôt sur les productions de la commune, les archives historiques en font la liste entre 1325 et 1755 :
- Jean de Bar, échevin de Verdun (1325) ;
- Alof de Beauvau et Christophe d'Ourches (1524) ;
- Jeanne de Ville, dame de Neuville en Verdunois, veuve de François Warin, lieutenant général au bailliage de Saint-Mihiel (1575) ;
- Charles Blanchard, sous-lieutenant d'une compagnie de chevau-légers pour le service du duc de Lorraine (1707) ;
- les sieurs du Chesnois et de Thouvenin, lequel vendit sa portion, en 1765 ;
- M. François-Joseph marquis de Clermont-Tonnerre qui en avait acquis un autre droit auprès du sieur Tardif, en 1755

Les habitants d'Hamonville possédaient toutefois en commun un droit d'usage de 70 arpents dans un bois de haute futaie ; un même droit dans un paquis de cinq arpents, dans cent jours de terres labourables, dans 50 arpents de prés, biens qui deviendront communaux à la révolution.

### Époque contemporaine
- Dommages au cours de la guerre 1914-1918.

## Politique et administration
| Période                                  | Période                      | Identité                                      | Étiquette | Qualité                       |
| ---------------------------------------- | ---------------------------- | --------------------------------------------- | --------- | ----------------------------- |
| Les données manquantes sont à compléter. |                              |                                               |           |                               |
| mars 2001                                | mars 2008                    | Jean-Paul Girard                              |           |                               |
| mars 2008                                | En cours (au 4 juillet 2020) | Patrice Velle, Réélu pour le mandat 2020-2026 |           | Cadre de la fonction publique |

## Population et société

### Démographie
L'évolution du nombre d'habitants est connue à travers les recensements de la population effectués dans la commune depuis 1793. Pour les communes de moins de 10 000 habitants, une enquête de recensement portant sur toute la population est réalisée tous les cinq ans, les populations de référence des années intermédiaires étant quant à elles estimées par interpolation ou extrapolation. Pour la commune, le premier recensement exhaustif entrant dans le cadre du nouveau dispositif a été réalisé en 2008.

En 2022, la commune comptait 97 habitants, en évolution de +4,3 % par rapport à 2016 (Meurthe-et-Moselle : −0,13 %, France hors Mayotte : +2,11 %).
| 1793 | 1800 | 1806 | 1821 | 1831 | 1836 | 1841 | 1846 | 1851 |
| ---- | ---- | ---- | ---- | ---- | ---- | ---- | ---- | ---- |
| 116  | 130  | 115  | 83   | 91   | 126  | 117  | 124  | 134  |

| 1856 | 1861 | 1872 | 1876 | 1881 | 1886 | 1891 | 1896 | 1901 |
| ---- | ---- | ---- | ---- | ---- | ---- | ---- | ---- | ---- |
| 122  | 125  | 122  | 133  | 121  | 121  | 108  | 103  | 94   |

| 1906 | 1911 | 1921 | 1926 | 1931 | 1936 | 1946 | 1954 | 1962 |
| ---- | ---- | ---- | ---- | ---- | ---- | ---- | ---- | ---- |
| 80   | 86   | 59   | 68   | 55   | 55   | 57   | 64   | 53   |

| 1968 | 1975 | 1982 | 1990 | 1999 | 2006 | 2008 | 2013 | 2018 |
| ---- | ---- | ---- | ---- | ---- | ---- | ---- | ---- | ---- |
| 54   | 55   | 64   | 132  | 122  | 105  | 100  | 94   | 99   |

| 2022 | - | - | - | - | - | - | - | - |
| ---- | - | - | - | - | - | - | - | - |
| 97   | - | - | - | - | - | - | - | - |

## Économie
Les historiens s'accordent à décrire une économie essentiellement agricole au XIXe siècle :
« Surf. territ. : 750 ha, dont 175 hect. en terres lab., 19 en prés, 87 en bois. L'hectare semé en blé peut rapporter 10 hectol., en avoine 18. Chevaux, vaches, moutons et porcs »,.

### Secteur primaire ouAgriculture
Le secteur primaire comprend, outre les exploitations agricoles et les élevages, les établissements liés à l’exploitation de la forêt et les pêcheurs.
D'après le recensement agricole 2010 du Ministère de l'agriculture (Agreste), la commune de Hamonville était majoritairement orientée sur la polyculture et le poly-élevage (auparavant même production ) sur une surface agricole utilisée d'environ 771 hectares (égale à la surface cultivable communale) en légère augmentation depuis 1988. Le cheptel en unité de gros bétail s'est réduit de 861 à 787 entre 1988 et 2010. Il n'y avait plus que 5 (6 auparavant) exploitations agricoles ayant leur siège dans la commune employant 9 unités de travail 14 auparavant.

## Culture locale et patrimoine

### Lieux et monuments
- La Maison de Clermont-Tonnerre avait un fief dont les bâtiments ont été transformés en ferme.
- Église Saint-Mansuy, reconstruite après 1918.

### Personnalités liées à la commune
- La famille de Clermont-Tonnerre[33] ;
- Jean-Louis Ainard de Clermont-Tonnerre, abbé de Luxeuil au XVIIIe siècle.

### Héraldique
| Blason de Hamonville | Blason  | D'or à la croix ancrée de gueules cantonnée de quatre étoiles de sable. |
| Blason de Hamonville | Détails | Le statut officiel du blason reste à déterminer.                        |